# 荒木啓二郎
荒木 啓二郎（あらき けいじろう、1954年1月 - ） は、日本の情報工学者。九州大学名誉教授。元熊本高等専門学校校長。

## 人物・経歴
福岡県福岡市出身。1972年福岡県立修猷館高等学校卒業。1976年九州大学工学部情報工学科卒業。1978年九州大学大学院工学研究科修士課程修了、九州大学工学部助手。1982年九州大学工学博士。1984年九州大学工学部情報工学科助教授。1985年イリノイ大学客員研究員。1988年文部省在外研究員（パッサウ大学）。1993年奈良先端科学技術大学院大学情報科学研究科教授。1996年九州大学大学院システム情報科学研究科教授、九州システム情報技術研究所研究室長。2004年九州大学附属図書館副館長。2016年九州大学大学院システム情報科学研究院長。2018年熊本高等専門学校校長、熊本高専地域連携振興会副会長。JUNETの開設に携わるなどした。